# Bastasjön (Undenäs socken, Västergötland)
Bastasjön är en sjö i Karlsborgs kommun i Västergötland och ingår i Motala ströms huvudavrinningsområde.